# Sint-Donatuskerk (Aken)
De Sint-Donatuskerk (Duits: St. Donatuskirche), ook wel de Dom van Brand genoemd, is een parochiekerk in Brand, een stadsdeel in het Duitse Aken. 

## Geschiedenis

### Kapel
Nadat de rijksabdij Kornelimünster in het jaar 1750 tot een decentralisatie van de zielszorg besloot, ontstonden o.a. de parochies Brand, Breinig, Hahn, Venwegen en Walheim. Vervolgens werd in het jaar 1761 in het tegenwoordige stadsdeel Brand een kapel gesticht. Kort na de opheffing van de Benedictijner abdij in 1802 ontving de gemeente van de kapel van bisschop Marc-Antoine Berdolet de parochierechten. Daarmee werd de gemeente van de Stafanuskerk in Kornelimünster afgescheiden en kwam de gemeente onder de hoofdparochie Sint-Michaël in Burtscheid te vallen.
In de jaren 1847-1848 werd de kapel vergroot. Het snel toenemende aantal gelovigen leidde ertoe dat ook daarna de kapel al snel te klein werd.

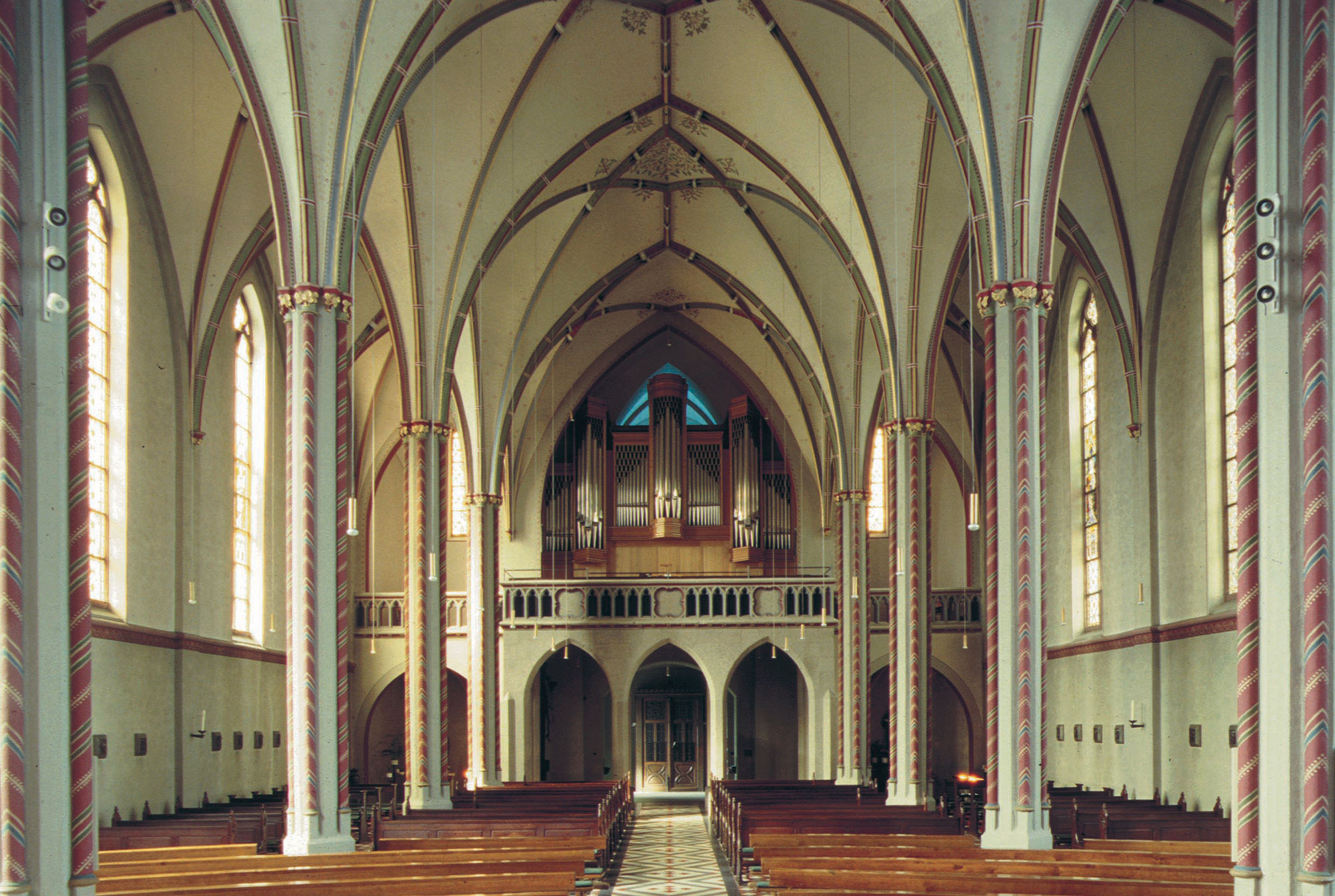
Interieur

### Parochiekerk
In de herfst van 1879 werd begonnen met de bouw van een nieuwe parochiekerk. De bouwtijd duurde circa 4 jaar eer dat op 7 oktober 1883 de eerste mis werd voorgelezen. Op 21 september 1890  werd het godshuis ingewijd. De architect van het gebouw was Vinzenz Statz.
In 1966 werd het koor van de Sint-Donatuskerk verbouwd. Op 7 oktober 1983 kreeg de kerk een nieuw altaar.

## Kerkschat
De kerk bezit een groot aantal kerkschatten. Hieronder vallen reliquiaria, zoals het Wendelinusreliquiarium uit het jaar 1897. Bovendien heeft de kerk een vergulde zilveren ciborie uit 1891, waarvan de cuppa een voorstelling van het Laatste Avondmaal toont. Van bijzonder belang voor de gelovigen is een kruisrelikwie, dat een stukje hout van Christus' kruis bevat. Andere kostbaarheden zijn het houten Donatusreliquiarium, dat uit de 18e eeuw stamt en waarvan de herkomst niet bekend is.

## Bijzonderheden
Naast de in talrijke katholieke kerken gebruikelijke kerststal presenteert de Donatuskerk eveneens een beeldengroep tijdens de vastenperiode en Pasen. Tussen de eerste vastenzondag en paaszondag zijn er wisselende beeldengroepen van evangelie-voorstellingen te zien. 